# Hardt (Langenfeld)
Die Hardt ist die im Osten Immigraths (Stadtteil von Langenfeld) gelegene Ortslage in Richtung auf Feldhausen und Wiescheid hin.

## Geografie
Die Hardt in Langenfeld liegt auf der rechtsrheinischen Mittelterrasse, die als Bergische Heideterrasse bezeichnet wird. Ausweislich aktueller Karten des Stadtgebietes zählen zum eigentlichen Ortsteil Hardt der untere Teil der Gladbacher Straße südlich der Bergische Landstraße, der westliche Teil der Hardt, die Straßen Am langen Busch, Kaisersbusch, Zum Spürklenberg, Wacholderstraße, Hagebuttenweg und die Leichlinger Straße östlich der Bahnstrecke Köln–Duisburg. Im Bereich der A 542 sowie der A 3 entspringt und fließt der Hardtbach, der im Bereich des Immigrather Platzes die Bahnlinie unterquert. Früher bezeichnete man mit dem Begriff "Hardt" gleichfalls den Wald, der bis an die Schwanenmühle heranreichte und mit zum Dückeburger Jagdgebiet gehörte. Im 15. und 16. Jahrhundert existierte hier eine Holzgenossenschaft zur Nutzung des Waldes in der Hardt.
Heute verbindet man mit der Hardt in erster Linie die Straße Hardt von der Bahnstrecke Mülheim-Speldorf–Troisdorf der ehemaligen Rheinische Eisenbahngesellschaft aus bis hinter die Anschlussstelle an die A 3, Einmündung Feldhauser Weg mit ihren südlichen wie nördlichen Seitenstraßen. Soweit sich die Hardtstraße für die Straße Hardt findet, so allenfalls zur Unterscheidung von der Ortssage gleichen Namens.

## Straßengeschichte
Der wesentliche Teil der Geschichte der Hardt ist – wie in Langenfeld so oft – die Geschichte einer Straße. Die heutige Straße Hardt ist identisch mit der B 229. Sie heißt in Abschnitten Hardt, Elberfelder Straße, Landwehr und Ohligser Straße. Sie hieß in den Zeiten, als es noch keine festen Straßennamen gab, auch einmal Solinger Chaussee (1793), Solinger Straße (1836),Solinger Heerstraße (1848), Hitdorfer Heerstraße (1850), Elberfeld-Hitdorfer Chaussee (1851) und Solingen-Hitdorfer Provinzialstraße (1885). Zu ihrer ganz persönlichen Geschichte sei auf die Provinzialstraße Elberfeld–Hitdorf verwiesen, wie sie in anderen Städten genannt wurde.
Ursprünglich wird die Straße Hardt im Übrigen nur ein Trampelpfad gewesen sein, wie auch der Mauspfad, der älteste bekannte Handelsweg durch Langenfeld und das Rheinland. Wahrscheinlich ist die Hardt auch nicht sehr viel älteren Datums, denn Nord-Süd-Straßen machen nur Sinn, wenn es irgendwo nach Osten und Westen abzweigt. Eine Nord-Süd-Verbindung, die heute mit der Hardt in Verbindung gebracht wird, ist die A 3, wegen der bereits erwähnten Anschlussstelle Solingen Langenfeld, obwohl Solingens Stadtgrenze noch gut 2 km von der Autobahn entfernt liegt.
Die Strecke Opladen-Langenfeld-Düsseldorf der A 3 war der dritter Bauabschnitt der Autobahn und wurde im März 1931 begonnen. Am 21. Mai 1936 war der Teil fertig und konnte durch Reichsminister Joseph Goebbels dem Verkehr übergeben werden. Doch schon im September 1934 flogen Mitglieder des Internationalen Straßenbaukongresses im Luftschiff Graf Zeppelin die Trasse ab, was – so Müller – eine erstrangige Propaganda für den nationalsozialistischen Staat gewesen sei.

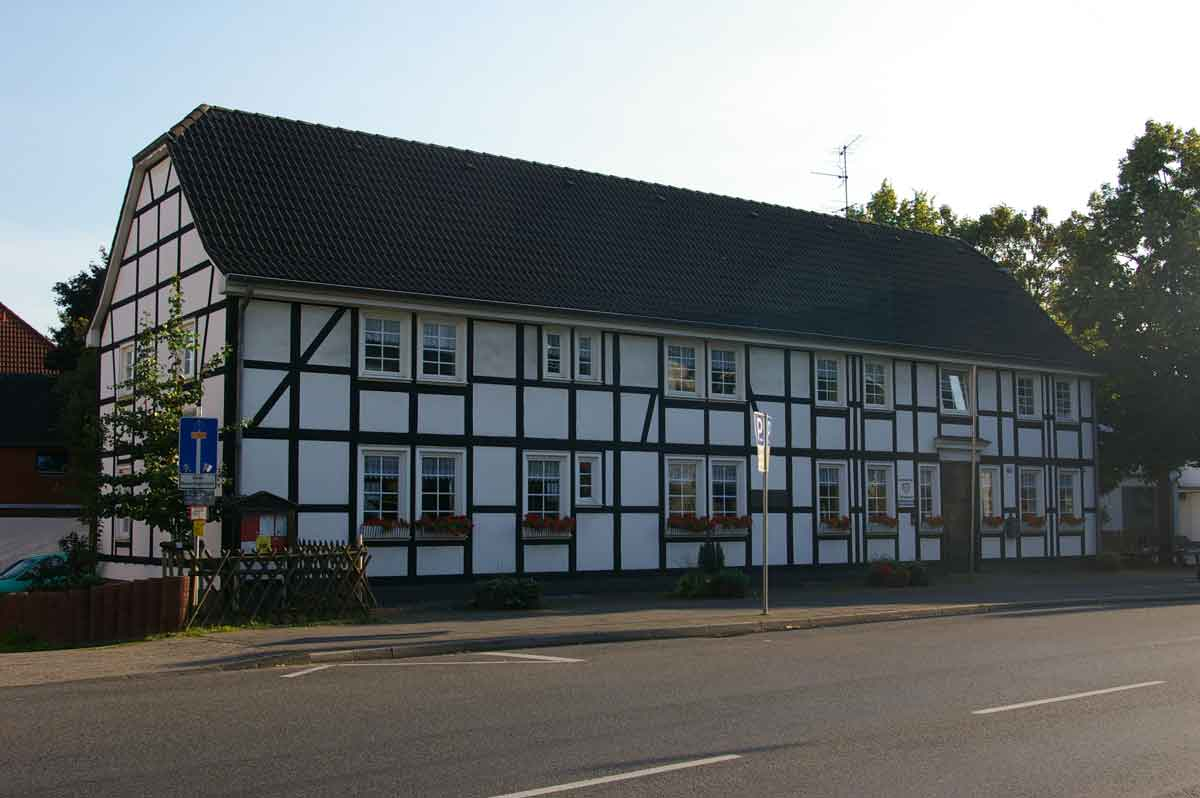
AWO-Altentagesstätte ehemalige Weberei Theis
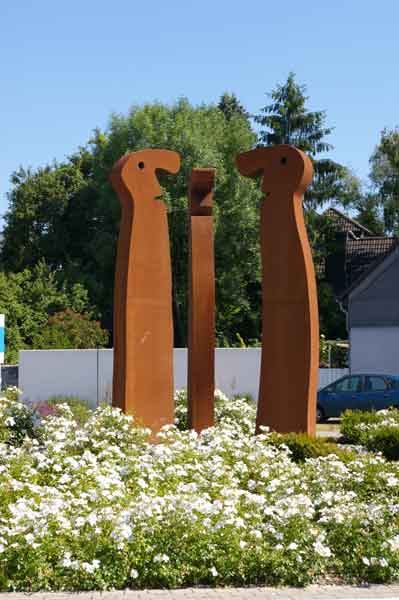
Kunst in der Hardt, Skulptur Schwadlappen
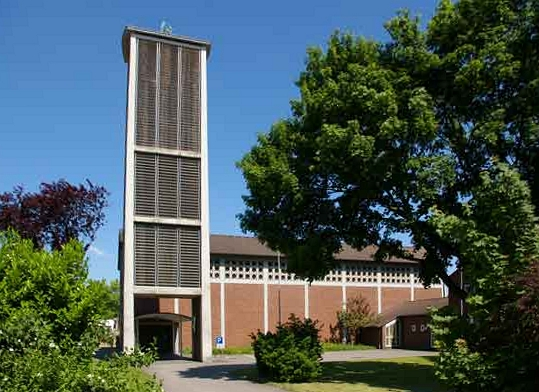
Mariä Himmelfahrt
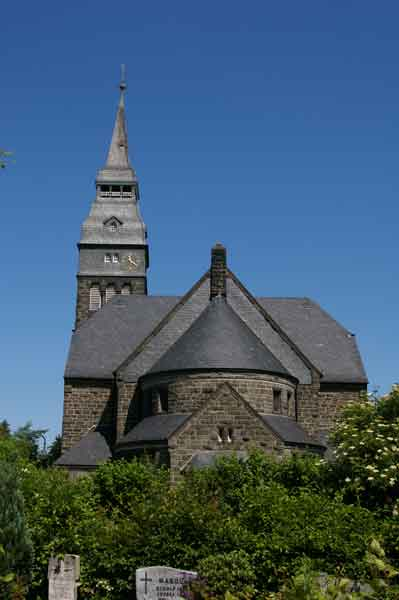
Ev. Erlöserkirche

## Wirtschaftsgeschichte

### Holzwirtschaft
Eine große Bedeutung kam in früheren Zeiten dem Wald zu. Das Holz fand nämlich als insbesondere Bauholz wie Brennholz, aber auch für Möbel, Werkzeuge, Kutschen, Schiffe Verwendung. Insbesondere aus Kloster Altenberger Besitz, wie etwa von Gut Widdauen gelangte viel Holz als Brennholz und für Knüppelschanzen nach Köln. Zum Schutz des Waldes vor dem Raubbau des Menschen wurden früh Marken oder Gemarken eingerichtet. Landrat Hauer erklärte 1832 deren Zweck mit den Worten:

„Gemarken oder auch Erbbüsche hießen in den Herzogtümern Jülich und Berg solche Waldungen, die einer Genossenschaft mehrerer Beteiligten, jedem nach bestimmten Teilverhältnissen, angehörten und von diesen gewöhnlich unter dem Vorsitze ("Holzgraf") einiger hierzu besonders berechtigten, größeren Teilhaber selbständig verwaltet wurden. Mit der Eigenschaft eines Gemeindegliedes hatte ihr Besitz nichts gemein.“

So gehörte der große Teil der Hardt einstmals zu einem solchen Wald, der sich zwischen Hilden, Ohligs und Leichlingen (Rheinland) (Hardtwald) erstreckte. Er führte auch Bezeichnungen wie „gemarke van Rijchroede“ (1367), „Rijchraeder Hart“ (1420), „marken van Richrode“ (1449) oder „Richrather Gemarck“ (1591). Die früheste schriftliche Erwähnung datiert aus dem Jahre 1305, als durch den Propst des Klosters Gräfrath das Recht zu Roden, die so genannte „Holzgewalt“, für 7 Mark erworben wurde. Letzte Erwähnung fand die Holzgenossenschaft im Jahre 1809 anlässlich einer Veräußerung der Holzgewalt. Ihr endgültiges Aus kam mit der "Regulierung der Richrather Markenteilung" am 1. November 1815. Doch schon Jahre zuvor jedoch galt die Waldung als verdorben und man mühte sich, diese zu fruchtbaren Landschaften und menschlichen Ansiedlungen umzuschaffen. Einen weiteren Anlauf übrigens zur Urbarmachung des Heide und Ödlands unternahm man seitens der Gemeinde unter Bürgermeister Felix Metzmacher 1913, als dort Wald gerodet und zwei Höfe eingerichtet wurden, nämlich der Heidehof und der Metzmacherhof.

### Landwirtschaft und Handwerk
Zur Geschichte der Menschen, die an dieser Straße lebten, sei hier ein Teil eines Aufsatzes des ehemaligen Schulrektors Peter Schmitz zitiert, der sich im Heimatbuch der Gemeinde Richrath-Reusrath findet:

„Wer unsere Gemeinde in der ersten Hälfte des 19. Jahrhunderts durchwanderte, fand sie schlummern im tiefsten Dornröschenschlaf. Im Norden und Osten breitete sich, von Birken- und Tannenwäldern durchzogen, wie ein großer See die bunte schillernde Heide aus, die den kärglichen Sandboden mit ihrer violett geblümten Schürze aus Gnade und Barmherzigkeit zudeckte. Über der weiten, fast ebenen Fläche lag eine Ruhe, als habe der Herrgott sein Schöpfungswerk beschlossen. In dieser Sonntagsstille fast versteckt standen ganz verschüchtert und träumend vereinzelte Fachwerkhäuschen, auch kleinere Häusergruppen, bei deren Anblick heute die Erinnerung an längst vergessene Tage hochsteigt. Aus ihnen klang ein Lied emsiger Arbeit, ohne dass darum ein Misston in die Feiertätigkeit gerissen worden wäre. Der ärmliche Boden, der seine Erdenkinder gar zu stiefmütterlich behandelte, zwang sie an den Webstuhl oder Schraubstock. In stiller Heimarbeit, im Angesicht von Weib und Kind wurde bei fröhlichem Gesang, in rastlosem Eifer und zäher Ausdauer das tägliche Brot verdient. Auch im Westen und Süden, wo der durch Schotteranlagerungen alter Rheinseitenarme fruchtbarere Boden bessere Lebensbedingungen schuf und goldene Ährenfelder prangten, zwang die hierdurch bedingte größere Bevölkerungsdichte einen Teil der Bewohner, sich auch durch Heimindustrie seinen Lebensunterhalt zu suchen.“

Der Text klingt vielleicht etwas antiquiert, aber er beschreibt zutreffend die Lebens- und Arbeitssituation der Menschen in Langenfeld vor Anbruch der Industrialisierung. Auch für den Bereich der Hardt sind Weberberufe und Zulieferer für die Solinger Klingenindustrie nachgewiesen, vornehmlich Messerarbeiter wie "Schalenschneider", "Reider" für Tafelmesser oder Federmesser, Klingenschleifer, Rasiermesserhohlschleifer, Rasierklingenschleifer, Schwertschleifer, Taschenmessermacher, Scherenmonteure und Kontrolleure, Messer- und Scheren-Feiler sowie Feilenhauer, daneben Augenpliesterer und Ausmacher. Um den gesamten Erwerbszweig um das Messer und Klingen produzierende Gewerbe darzustellen, erwarb die Stadt im Übrigen die gesamte Werkstatteinrichtung des Wiescheider Schalenschneiders Wilhelm Jacobs und errichtete seinen Kotten als Ausstellungsobjekt in einer verglasten Ausstellungshalle im Volksgarten neben Haus Wagner in Langenfeld-Mitte.

### Bodenschätze

#### Sand und Kies
Von Bedeutung neben der Landwirtschaft und dem Heimarbeits-Handwerk war die Auskiesung, also die Ausbeutung von Sand- und Kies-Vorkommen in Langenfeld, im Bereich des Hardtwaldes in Gladbach und in den Leichlinger Sandbergen. Zum Abtransport der geförderten Bodenschätze wurden auch Feldbahnen eingesetzt. Eine der kleinen Dampflokomotiven mit zwei Kipploren ist auf einer Postkarte Gruß aus Immigrath vor der Gastwirtschaft Zur Hardt (gegenüber der Einmündung Gladbacher Straße in die Hardt) abgebildet. Offenbar, resümiert Müller, muss das Verkehrsmittel damals eine Attraktion gewesen sein.

#### Torf
Keine nennenswerte Bedeutung trotz großer Torfmoorflächen, eine letzte in Langenfeld erhaltene ist das Naturschutzgebiet Further Moor, spielte der Torf. Zum einen la´g es an einem nur schwachen Vorkommen, zum anderen war der Brennwert des Heidetorfs nicht hoch genug. Daher wurden im Jahre 1858 lediglich vier Morgen Torfstich statistisch erfasst.

### Industrialisierung

#### Handweberei
Der Weg in die Industrie begann mit der Verarbeitung von Flachs und Wolle. Die Textilverarbeitung war somit das zweite Standbein neben der Schneidwarenherstellung. Zu diesen Berufsgruppen, die ebenfalls in Heimarbeit tätig waren, gehörten die Weber in verschiedensten Ausprägungen, als da waren: Tüchermacher, Leineweber, Wollenweber, Baumwollenweber, Lakenfarikanten, Seiden-, Samt- und Plüschweber, Strumpfweber sowie Weber von seidenen und halbseidenen Bändern. Sie waren ebenfalls im gesamten Stadtgebiet, so auch in der Hardt anzutreffen. Im Jahre 1852 zählte man in Langenfeld 158 Handwebstühle und 250 größere Webstühle. Sechs Eigentümer größerer Webstühle wurden bereits Fabrikanten genannt, weil ihnen von den 250 Webstühlen dieser Art 92 gehörten. Erster bekannter Eigentümer einer Textilmanufaktur in Langenfeld war allerdings ein Herr Höpker zu Reusrath, der im Jahre 1819 bereits 60 Webstühle sein Eigen nannte und 80 Arbeiter beschäftigte.

#### Maschinelle Weberei
Im Jahre 1861, damit vier Jahre vor dem Einsatz der ersten Dampfmaschine in Langenfeld, zählte man noch 287 Webstühle in Privathäusern, wobei die Handweberei zu diesem Zeitpunkt aber bereits fast ganz darnierder gelegen habe. So seien 1895 gerade noch 63 Personen in diesem Gewerbe tätig gewesen. Der große Umbruch kam 1865 dann mit der von Carl Theis Söhne angeschafften locomobilen Dampfmaschine. Warum der zunächst erfolgreiche Theis allerdings bereits 1874 Konkurs anmelden musste, ist nicht mehr nachvollziehbar. Bald nach ihrer Stilllegung nahm jedoch ein anderer die Produktion dort wieder auf. Das damalige "Fabrikgebäude" steht inzwischen im Übrigen abgebrochen und neu aufgebaut statt an der B 8 an der Solinger Straße. Es handelt sich um das nach Siegfried Dissmann benannte Fachwerkhaus, in dem heute die AWO-Altentagesstätte untergebracht ist.

#### Frühe Industriebetriebe
Nach diesem Ausflug in die weite Stadtgeschichte zurück in die Hardt: 1872 siedelte sich die Weberei Neumann & Büren mit 130 Webstühlen in der Hardt an. (von Galera nennt das Jahr 1864 für den Wechsel nach Langenfeld) Carl Hesselmann folgte 1873 gegenüber und machte die Hardt damit zum zweiten Textilindustriestandort in Langenfeld neben Mitte. Um 1900 gehörten in der Hardt des Weiteren die Eisenverarbeitende Industrie mit der Kronprinz AG und der Ernst Tellering & Co., weiter die Höveler Kraftfuttermittelwerke sowie eine Kartonagenfabrik zu den frühen Industriebetrieben. Stadtweit fand sich neben weiteren Webereien eine Ringofenziegelei, ein Marmorsägewerk, die Tubenfabrik Höll, die Reusrather Mühlenbetriebe Leyhausen, eine Blitzlichtpulverfabrik sowie eine Geflügelfutter- und Hundekuchenfabrik. Zu erwähnen ist weiter die 1937 nach Langenfeld verlegte Firma Wilhag, Eigentümer Wilhelm Hagenkamp, die Raupenfahrzeuge, Bagger, Krane und Autokrane, zuletzt unter dem Namen MFL – Maschinenfabrik Langenfeld herstellte. In ihren Räumen befindet sich heute die Schaustall genannte Kulturfabrik.

#### Nach 1945
In schwieriger Zeit nach dem Zweiten Weltkrieg startete mit der Ara-Schuh-Fabrik in der Hardt ein neues Unternehmen in einer noch nicht in Langenfeld ansässigen Sparte. Um seinen Kunden nicht nur Schaufensterware bieten zu können, gründete der Besitzer mehrerer Schuhgeschäfte kurzerhand eine eigene Produktionsfirma. Er erwarb aus Wehrmachtsbeständen nunmehr überflüssig gewordene Gasmasken, trennte die textilen Gurte ab und befestigte sie derart an Kunstholz-Schuhsohlen, dass stabile und haltbare Sandalen entstanden. In Ohligs habe man ihm seine Produkte aus der Hand gerissen, meint Müller, wohl weniger wegen ihrer Eleganz, sondern weil es nichts anderes gab.
Die Ara Schuhfabriken bilden heute den südlichsten Teil eines großen Industrie- und Gewerbegebietes, welches im Jahre 1953 als Aussiedlungsfläche und Neuansiedlungsfläche für Industrie und Gewerbe ausgewiesen wurde, das Industriegebiet Ost. Es liegt in dem einstmaligen Hardtwald der Heideterrasse auf dem ehemals stadteigenen Heidehof. Die Gesamtfläche des Gebietes beträgt 240.000 Quadratmeter und wurde nach Stilllegung des Langenfelder Betriebsteils der Mannesmann AG um noch einmal 250.000 Quadratmeter erweitert. Die heute hier ansässigen Betriebe sind vielfältig tätig, die einstige Monostruktur aus Eisenverarbeitender und Textil-Industrie wurde aufgebrochen. Weitere Gewerbestandorte sind heute Furkamp I und II mit noch einmal insgesamt 470.000 Quadratmetern. Hinzu treten kleine Flächen an der Hausinger Straße sowie neuerdings an der Autobahn 542.

## Kirchen, Kunst und Kultur
Kirchengemeinden in der Hardt sind heute die Kirche St. Maria Himmelfahrt, eine 1956 erbaute katholische Kirche mit Sichtbeton- und Backsteinwänden. Bereits 1909 eingeweiht wurde die Erlöserkirche, eine aus dunklem Felsgestein errichtete evangelische Pfarrkirche.
Seit 2008 steht im Kreisverkehr vor der Unterführung unter die Bahnstrecke Mülheim-Speldorf–Troisdorf der ehemaligen Rheinische Eisenbahngesellschaft, die ganz wesentlich erst die Industrialisierung in der Hardt ermöglichte, die Skulptur "Die Schwadlappen". In Anbetracht der Jahrhunderte langen und noch andauernden Wirtschaftsgeschichte gerade in der Hardt, handelt es sich hierbei unstreitig nicht um ein Denkmal für die arbeitende Bevölkerung.
Zu den ältesten noch bestehenden Vereinen in der Hardt zählt der Quartettverein Gladbach 1919 e. V. am Jansenbusch.